# 列支敦斯登的法蘭茲·德·保拉
列支敦斯登的法蘭茲·德·保拉（德語：Franz de Paula von und zu Liechtenstein，1802年2月25日—1887年3月31日），列支敦斯登親王約翰一世·約瑟夫的次子，阿洛伊斯二世的弟弟。

## 家庭
1841年，法蘭茲·德·保拉與伊娃·約瑟芬娜·茱莉亞·波托茨基結婚，兩人共有3子1女：
1. 阿爾弗雷德（1842年—1907年）
2. 約瑟芬娜（1844年—1854年），早逝
3. 阿洛伊斯（英语：Prince Louis of Liechtenstein）（1846年—1920年）
4. 海因里希（1853年—1914年）